# Camerata Picena
Camerata Picena là một đô thị ở tỉnh Ancona trong vùng Marche, nằm cách 14 km về phía tây nam của Ancona. Tại thời điểm ngày 31 tháng 12 năm 2004, đô thị này có dân số 1.802 và diện tích là 11,6 km².
Camerata Picena giáp các đô thị sau: Agugliano, Ancona, Chiaravalle, Falconara Marittima, Jesi.